# میشل دو سالزمن

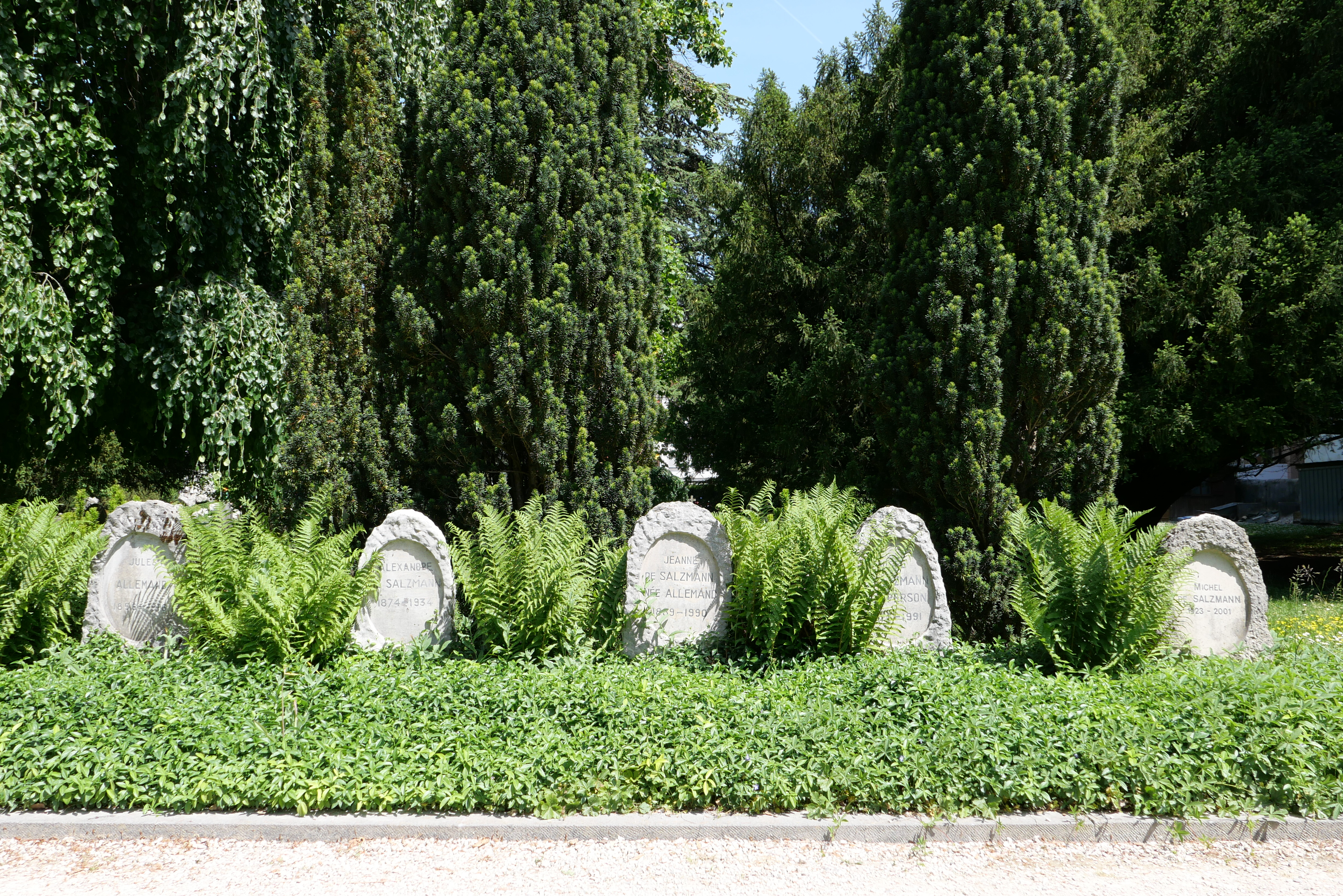
سنگ‌مزار اول از سمت راست، مقبرهٔ میشل دو سالزمن در قبرستان Cimetière des Rois‌ ژِنِو

میشل دو سالزمن (زادهٔ ۳۱ دسامبر ۱۹۲۳ در پاریس؛ - درگذشتهٔ ۴ اوت ۲۰۰۱ در پاریس)، پسر ژان دو سالزمن، او روانپزشک و رئیس بنیاد گورجیف از سال ۱۹۹۰ تا زمان مرگش بود. دوستان و شاگردانش از او به عنوان یکی از مهمترین شخصیت‌های معنوی قرن بیستم استقبال می‌کنند. نوشته‌های او به زبان‌های انگلیسی و فرانسوی او را به عنوان یک متفکر خلاق نشان می‌دهد. میشل دو سالزمن از پیروان وفادار گئورگ گورجیف بود.